# Вале Сан Ђовани (Терамо)
Вале Сан Ђовани (итал. Valle San Giovanni) је насеље у Италији у округу Терамо, региону Абруцо.
Према процени из 2011. у насељу је живело 805 становника. Насеље се налази на надморској висини од 458 м.